# تكوين ييكسيان
تكوين ييكسيان (الصينية البسيطة: 义县组، الصينية التقليدية: 義縣組، بينيين يكسيان زو) هو تكوين جيولوجي في  جينزو، لياونينغ بالصين، والذي قضى 11 مليون سنة خلال حقبة العصر الطباشيري المبكر. معروف بمستحاثاته المحفوظة على هيئة رائعة، وهو مكون أساسا من البازلت يتخلله بعض الرواسب السيليسية. ويعتبر من المراسب الأحفورية المعروفة.

## تاريخ

### الاحتلال الياباني
تم إدراك أهمية تكوين ييكسان في البداية أثناء زمن احتلال الإمبراطورية اليابانية لمقاطعة ريهي الصينية بعد معركة هوباي الأولى سنة 1933. لاحظ العديد من العلماء اليابانيين بقايا مستحاثات لأسماك وزواحف منقرضة، ربما تعود لشوريستوديرا. اختفت هذه الاكتشافات الأولية للمستحاثات بواسطة العلماء اليابانيين بعد انتهاء الحرب العالمية الثانية سنة 1945.

### إعادة الاكتشاف الصيني
بحلول عام 1949 بعد استلام الحزب الشيوعي الصيني إدراة المنطقة بقيادة زعيمه ماو تسي تونغ، تمت دراسة مستحاثات ييكسيان بواسطة العلماء الصينيين فقط. وفي عقد 1990 تم استخراج مستحاثات طيور وديناصورات رائعة، ومنذ 1996 أحدث اكتشاف العديد من مستحاثات الديناصورات بهذه المنطقة ثورة في معرفة تاريخ هذه الحيوانات، ومن بينها أول ثيروبود غير طائر معروف يحوي ريشا، (انظر جيهول بيوتا).